# Liechtensteinische Post
Liechtensteinische Post AG è un'azienda del Liechtenstein fondata nel 2000, operatrice del servizio postale del principato.
Liechtensteinische Post ha 11 filiali nel principato ed è membro dell'Small European Postal Administrations Cooperation dal 1998.

## Storia
Dal 1º febbraio 1921 al 31 dicembre 1999 il servizio postale del Liechtenstein è stato gestito da La Posta Svizzera in base all'unione doganale firmata tra Svizzera e Liechtenstein il 10 novembre 1920. Il 1º gennaio 2000 il servizio postale del Liechtenstein si è separato da La Posta Svizzera ed è nata Liechtensteinische Post.